# Eve Hewson
Memphis Eve Sunny Day Hewson (Dublín; 7 de julio de 1991) es una actriz irlandesa. Es hija de Bono, vocalista principal de la banda de rock U2 y de la activista irlandesa Ali Stewart.

## Inicios
Eve Hewson nació en Dublín en 1991, como la segunda hija del cantante Bono y la activista Alison Hewson. Tiene tres hermanos: una hermana mayor, Jordan, y dos menores, Elijah Bob Patricius Guggi Q y John Abraham. Eve estudió en el St. Andrew's College en Dublín y asistió a la Universidad de Nueva York (NYU) antes de tomar la decisión de ser actriz.

## Carrera
Detrás de escenas, su padre quería que Eve se mantuviera fuera del mundo del espectáculo: «Mis dos padres se opusieron», comentó. Pero, determinada a mostrar que realmente quería esa profesión, Eve se matriculó en un programa de teatro en la Universidad de Nueva York durante cerca de tres años. Allí estudió actuación, producción teatral y diseño teatral, y se graduó en 2013.
Hewson hizo su debut como actriz en 2005 junto a su hermana Jordan en el cortometraje de Erica Dunton Lost and Found. Realizó su debut en un largometraje dirigido igualmente por Dunton, The 27 Club. Ese mismo año, Eve formó parte de un programa de actuación en la New York Film Academy. En 2010, apareció en el vídeo musical de la canción «For the First Time» de la banda irlandesa The Script. El papel de más alto perfil de Hewson hasta ese momento le llegó en 2011 con su participación junto a Sean Penn y Frances McDormand en el filme de Paolo Sorrentino This Must Be the Place.
Desde 2014, es coprotagonista de la serie televisiva de Cinemax The Knick, dirigida por Steven Soderbergh. En octubre de 2015, apareció como Carol Donovan en la película de Steven Spielberg sobre la Guerra Fría El Puente de los espías . Ella interpreta a la hija del personaje principal de la película, interpretado por Tom Hanks. 
En 2018 interpretó a Lady Marian en la cinta Robin Hood, dirigida por Otto Bathurst y protagonizada por Taron Egerton. En agosto de 2019, se anunció que Hewson había sido elegida para el papel de Adele en la miniserie de suspenso psicológico de Netflix Behind Her Eyes, que se estrenó en 2021. 
En 2020, interpretó a Anna Wetherell en el drama The Luminaries. Transmitida por BBC One en junio, se basó en la novela de 2013 de Eleanor Catton , ambientada en Nueva Zelanda durante la fiebre del oro de 1866, y también fue protagonizada por la actriz francesa Eva Green . Ella interpreta a Anna Wetherell, una joven que emigra a la Isla Sur del país y pronto es objeto de trata para el comercio sexual.  Tuvo un papel de novia en la miniserie de Netflix The Perfect Couple , protagonizada por Nicole Kidman ,  y posteriormente protagonizó la serie limitada de Apple TV+, Bad Sisters.

## Vida personal
Eve conoció al actor James Lafferty en 2007, mientras rodaba The 27 Club en Wilmington, Carolina del Norte. Comenzaron a salir en 2010, y se separaron en septiembre de 2012. Posteriormente se reconciliaron, aunque después se terminó su breve relación y se separaron. Hewson es alérgica al gluten, lo cual fue revelado en su página de Twitter durante el Día de San Valentín del año 2012.

## Filmografía

### Cine y televisión
| Año       | Título                 | Rol           | Notas                                           |
| --------- | ---------------------- | ------------- | ----------------------------------------------- |
| 2005      | Lost and Found         |               | Listada en los créditos como Brenda M. Stankard |
| 2008      | Jorma's Blind Date     | Cita a ciegas | Listada en los créditos como Eve Hewston        |
| 2008      | The 27 Club            | Stella        |                                                 |
| 2010      | «For the First Time»   | Della         | Vídeo musical de The Script                     |
| 2011      | This Must Be the Place | Mary          |                                                 |
| 2013      | Blood Ties             | Yvonne        |                                                 |
| 2014-2015 | The Knick              | Lucy Elkins   | Personaje secundario; 20 episodios              |
| 2015      | Bridge of Spies        | Carol Donovan |                                                 |
| 2017      | Papillon               | Nennete       |                                                 |
| 2018      | Robin Hood             | Lady Marian   |                                                 |
| 2020      | The Luminaries         | Anna          |                                                 |
| 2020      | Tesla                  | Anne Morgan   |                                                 |
| 2021      | Behind Her Eyes        | Adele         | Personaje principal; 6 episodios                |
| 2022      | Bad Sisters            | Becka Garvey  |                                                 |
| 2023      | Flora and Son          | Flora         |                                                 |
| 2024      | The Perfect Couple     | Amelia Sacks  | Serie de Netflix                                |